# Hlabisa (Gemeinde)

Gemeindegebiet bis 2016

Wappen der Gemeinde

Hlabisa (englisch Hlabisa Local Municipality) war eine Gemeinde im Distrikt Umkhanyakude, Provinz KwaZulu-Natal in Südafrika mit Sitz in Hlabisa. Bhekinkosi Ntombela war der letzte Bürgermeister. Die IFP stellte zuletzt die Mehrheit im Gemeinderat. Hlabisa ist der Familienname der beiden Oberhäupter der Zulu im damaligen Gemeindegebiet.
2011 hatte die Gemeinde 71.925 Einwohner. Sie deckte ein Gebiet von 1555 Quadratkilometern ab.

## Geografie
Hlabisa war eine von fünf Gemeinden im Distrikt Umkhanyakude und grenzt an die Gemeinde The Big Five False Bay – mit der sie 2016 zur Gemeinde Big Five Hlabisa fusionierte – Mtubatuba, Nongoma und den Distrikt King Cetshwayo. Hlabisa war die einzige Stadt. Die Gemeinde lag inmitten eine relativ flachen Ebene KwaZulu-Natals auf einer Höhe von 100 bis 350 Metern über dem Meeresspiegel. Allerdings war die Bodenoberfläche durch ständige Unterbrechungen gekennzeichnet, wie Hügel, Flüsse und steile Böschungen, die die landwirtschaftliche Nutzung erschwerten. Im Osten wurde das Gelände jedoch gleichmäßiger und bot Potenzial für den Ackerbau.

## Wirtschaft
Hlabisa war eine ländliche Gemeinde, die durch verstreute Siedlungen geprägt war. Dadurch fehlte eine effiziente Infrastruktur für eine wirtschaftliche Entwicklung. Es gab ebenfalls keine gute Anbindung an das nationale Verkehrsnetz. Aufgrund der schlechten wirtschaftlichen Voraussetzungen war die Arbeitslosenquote hoch.
Durch den an die Gemeinde grenzenden Hluhluwe-Umfolozi-Park gab es eine kleine Tourismusbranche in Hlabisa. Indigene Handwerks- und Kunstgegenstände wurden an verschiedene Läden und Museen verkauft.
Der größte Anteil der landwirtschaftlichen Nutzfläche wurde für den Eigenbedarf verwendet. Bis auf eine kleine Zuckerproduktion gab es kaum wirtschaftlich relevanten Ackerbau, obwohl es besonders im Nordosten der Gemeinde gute Möglichkeiten für die kommerzielle Landwirtschaft gab.
2005 wurde die Somkhele-Kohlemine gebaut, in der Anthrazit im Tagebau gefördert wird. Über 400 Arbeiter sind hier eingestellt. Momentan (2010) beschränkt sich der Abbau auf 1400 Hektar, kann aber längerfristig auf 23.000 Hektar ausgeweitet werden.

## Gesundheit
Etwa die Hälfte der weiblichen Bevölkerung im Ort Somkhele ist HIV-positiv. Um der größten Risikogruppe (den neun- bis 25-Jährigen) Informationen zur Krankheit vermitteln zu können, wurde das Projekt Siyathemba (isiZulu für „wir hoffen“) von der humanitären Organisation „Architecture for Humanity“ gestartet. Dabei wird Sport mit Gemeinschaftsarbeit und Aufklärung gekoppelt.

## Sehenswürdigkeiten
- Hluhluwe-Umfolozi-Park
- Hluhluwe Dam